# Teorie karier
Teorie karier – koncepcje wyjaśniające i opisujące mechanizmy funkcjonowania osobowości jednostki, które stanowią podstawy doradztwa karier. Teorie karier:
- pozwalają zrozumieć sprzeczne fakty dotyczące rozwoju człowieka;
- są podstawą do gromadzenia i analizy danych odnoszących się do wpływu społecznego w trakcie procesu doradczego;
- pozwalają przewidywać przebieg zjawisk;
- dają postawy do sprawdzania metod doradztwa na podstawie kryteriów zewnętrznych.

## Makroteorie
Tradycyjne teorie karier (makroteorie) – stanowią ogólne dyrektywy dotyczące tego jak człowiek powinien się rozwijać, żyć i pracować. Do klasycznych teorii karier należą między innymi:
- teorie psychodynamiczne i psychoanalityczne;
- teorie humanistyczne;
- teorie cech;
- teorie poznawcze.

## Mikroteorie
Współczesne teorie karier (mikroteorie) – koncepcje z zakresu rozwoju człowieka w cyklu życia i osobowości. Przykładowe współczesne teorie karier :
- teorie związania;
- teorie przywiązania;
- teorie kompetencji społecznych i kulturowych;
- teoria wyuczonej bezradności;
- teoria Wielkiej Piątki.

Tradycyjne teorie są wciąż użyteczne i znajdują zastosowanie w doradztwie karier. Żadna z nich nie jest jednak wystarczająca do praktyki doradczej z punkty widzenia zmienności współczesnych ścieżek karier. Dlatego obecnie obserwuje się wzmożone zainteresowanie mikroteoriami.